# Allan Mylius Thomsen
Allan Mylius Thomsen (født 3. juni 1948 i København K) er en københavnsk byhistoriker og skribent.

## Historie
Thomsen stod i lære hos B&W i 1960'erne og blev i 1971 uddannet reklametegner. I 1992 blev han uddannet manuskriptforfatter fra Filmskolen.
Under sin uddannelse dér begyndte han at skrive om byhistorie i lokalaviser.
Siden har han lavet radio- og tv-udsendelser samt udgivet 28 bøger hovedsagligt om Københavns historie.
Han er også turguide på Dyrehavsbakken og på byvandringer i det historiske København med temaer som berømte værtshuse som Toga Vinstue og Hviids Vinstue.
I 2015 deltog han i det syvende afsnit af Historiequizzen på DR K, hvor han sammen med arkæologen Hanne Fabricius kæmpede mod historikerne Trine Halle og Christian Donatzky i spørgsmål om Carlsbergs bryggerier i Valby.

## Politik
Allan Mylius Thomsen er tidligere medlem af Københavns Borgerrepræsentation, fra 2006 til 2021
Allan Mylius Thomsen har været opstillet til Folketinget for Enhedslisten.
Ved Folketingsvalget 2011 fik han 641 personlige stemmer, og med 1.694 tildelte listestemmer fik han i alt 2.335 stemmer. Det betød at han stod med tredjeflest stemmer blandt Enhedslistens kandidater i Københavns Storkreds efter Johanne Schmidt-Nielsen og Rosa Lund.
Partiet fik tre kredsmandater i storkredsen, og Allan Mylius Thomsen havde fået plads i Folketinget, hvis ikke det var, fordi partiet benyttede listeopstilling frem for sideordnet opstilling og at han var placeret sidst på listen. Han blev niende suppleant.

## BK Frem
Mylius Thomsen indtrådte i 2009 som næstformand for bestyrelsen i Boldklubben Frem, der var i store økonomiske problemer. I efteråret samme år ejede han aktier i klubben for over 100.000 kr. I juni 2010 gik klubbens konkurs, og bestyrelse blev opløst.
I sommeren 2011 udgav Mylius Thomsen, sammen med Karl Aage Dalgaard og Niels Buch, bogen "Frem 125 år – Vi gi’r aldrig op" ISBN 978-87-994497-0-5.